# Proletarka, Krasnoperekopsk
Proletarka (în ucraineană Пролетарка) este un sat în comuna Ișun din raionul Krasnoperekopsk, Republica Autonomă Crimeea, Ucraina.

## Demografie
Componența lingvistică a localității Proletarka
     Ucraineană (82,43%)
     Rusă (15,77%)
     Alte limbi (0,45%)
Conform recensământului din 2001, majoritatea populației localității Proletarka era vorbitoare de ucraineană (82,43%), existând în minoritate și vorbitori de rusă (15,77%).